# George Newberry
George Albert Newberry, né le 6 mars 1917 à Burton upon Trent et mort le 29 décembre 1978 dans la même ville, est un coureur cycliste britannique. Il est notamment médaillé de bronze de la poursuite par équipes aux Jeux olympiques d'été de 1952, à Helsinki, avec Donald Burgess, Ronald Stretton et Alan Newton.

## Palmarès

### Jeux olympiques
- Helsinki 1952
  -  Médaillé de bronze de la poursuite par équipes

### Championnats nationaux
- 1952
  -  Champion de Grande-Bretagne de poursuite par équipes